# Jean-Marie-Arthur Labordère
 (novembre 2024).
Jean-Marie-Arthur Labordère, né le 12 octobre 1835 à Beauvais (Oise) et mort à Paris le 26 février 1919, est un officier et homme politique français.
Après avoir pris le parti légaliste lors du complot militaire présumé de 1877, il est révoqué de l'armée, puis réintégré dans la 41e ligne à Rennes. Il est ensuite élu sénateur, alors qu'il est toujours chef de bataillon, puis député de la Seine.

## Biographie

### Origines et débuts
Son père Jean Labordère (rue à Montdidier dont il fut maire) était magistrat (député de la Somme à l'assemblée nationale de 1848, conservateur). Il lui était très attaché malgré leur distance politique[réf. nécessaire] et a donné son état de santé comme motif dans sa demande de mutation de 1876 du 55e de ligne, stationné à Bastia, au 14e de ligne (Limoges) où un poste de major était vacant.
Entré à l'école militaire de Saint-Cyr en 1854 (promotion Crimée-Sébastopol), il sert en Algérie et fait la campagne d'Italie (Médaille d'Italie) de 1859 (Magenta, Solférino). Il est capitaine adjudant-major au moment de la guerre franco-allemande de 1870. Il reçoit la Légion d'honneur à la suite de la bataille de Froeschwiller-Woerth le 20 août 1870, mais est fait prisonnier à Sedan le 2 septembre 1870 et envoyé à Wiesbaden. Les autres officiers et soldats sont libérés à partir du 26 février 1971 (préliminaires de paix) contre leur parole d'honneur de ne pas reprendre les armes contre l'Allemagne. Labordère non seulement refuse de la donner, mais annonce aussi aux Allemands qu'il reprend simultanément sa parole d'honneur de ne pas chercher à s'évader. Il est alors envoyé dans une forteresse de sécurité à Custrin en Prusse, « où un peloton d'exécution se trouvait en permanence dans une des cours », jusqu'après le traité de Francfort.
Rentré en France, il est réintégré dans le même grade le 23 juillet 1871 au 56e de ligne.

### «Incident de Limoges»
Après les élections législatives de 1876, la Chambre des députés obtient une majorité républicaine, ce qui la met en conflit ouvert avec le président de la République, le maréchal Patrice de Mac Mahon. Celui-ci, fervent monarchiste mais également légaliste, tente de contourner cette majorité pour lui refuser l'accès au gouvernement. Une crise, débutée le 16 mai 1877, amène de nouvelles élections en octobre, qui ne changent réellement pas le rapport de force. Toutefois, Mac Mahon nomme au gouvernement en novembre un militaire, le général de Rochebouët, qui met en place des instructions particulières aux commandants des régions militaires. C'est la transmission de ces dispositions à la troupe qui va créer l'incident de Limoges, alors que Rochebouët vient de perdre la présidence du Conseil au profit du républicain Jules Dufaure.
Le soir du 13 décembre 1877, le chef de corps du 14e régiment d'infanterie, basé à Limoges, convoque ses officiers pour leur communiquer des instructions du général de division Antoine-Aubin Bressolles « pour le cas de troubles dans la ville ». Le major Labordère, scandalisé, déclare à son supérieur que « [un coup de force] est un crime ; je n’en serai pas complice […]. Le rôle que l’on me réserve dans cette tentative criminelle, je ne le remplirai pas ». Labordère est mis en prison à 23h30 ; il est libéré de prison le 21 décembre 1877. Le 31 décembre, il est mis en disponibilité à la suite de cette insubordination.
Le 9 janvier 1878, une lettre du général de Lartigues, commandant le 12e corps d'armée et gouverneur militaire de Limoges, tente de donner des explications aux ordres du général Bressoles au ministère de la guerre : Bressoles aurait modifié les ordres transmis par le général Jean-Baptiste Colin pour les rendre impératifs alors que ceux d'origine étaient conditionnels.
Mais les républicains, qui craignent un coup de force de l'armée pour soutenir Mac Mahon, organisent une enquête parlementaire sur les dispositions lancées par Rochebouët, mettant à jour un complot présumé. L'incident de Limoges est examiné de près par la commission, devant laquelle Labordère est appelé à témoigner. D'après les dires du major, « aucun de nous ne pouvait douter et ne doutait que ce ne fût un coup d’État et qu’on ne dut prendre les armes dans la nuit même ». En mars 1878, après la parution du rapport Brisson, les républicains réintègrent le major dans l'active tandis que le général Bressolles est lui-même mis en disponibilité, accusé d'avoir outrepassé ses ordres et « transformé des mesures de prévoyance en mesure d’exécution ». Labordère est rappelé avec promotion rétroactive au grade de chef de bataillon le 25 février 1879 (affectation au 41e RI de Rennes du 25 février 1879).
Pour autant, l'historien Xavier Boniface estime que la crainte de Labordère ne se justifiait plus car, à la date du 13 décembre, le complot militaire était définitivement écarté et le gouvernement Gaëtan de Rochebouët avait résolu de quitter les affaires.

### Carrière politique

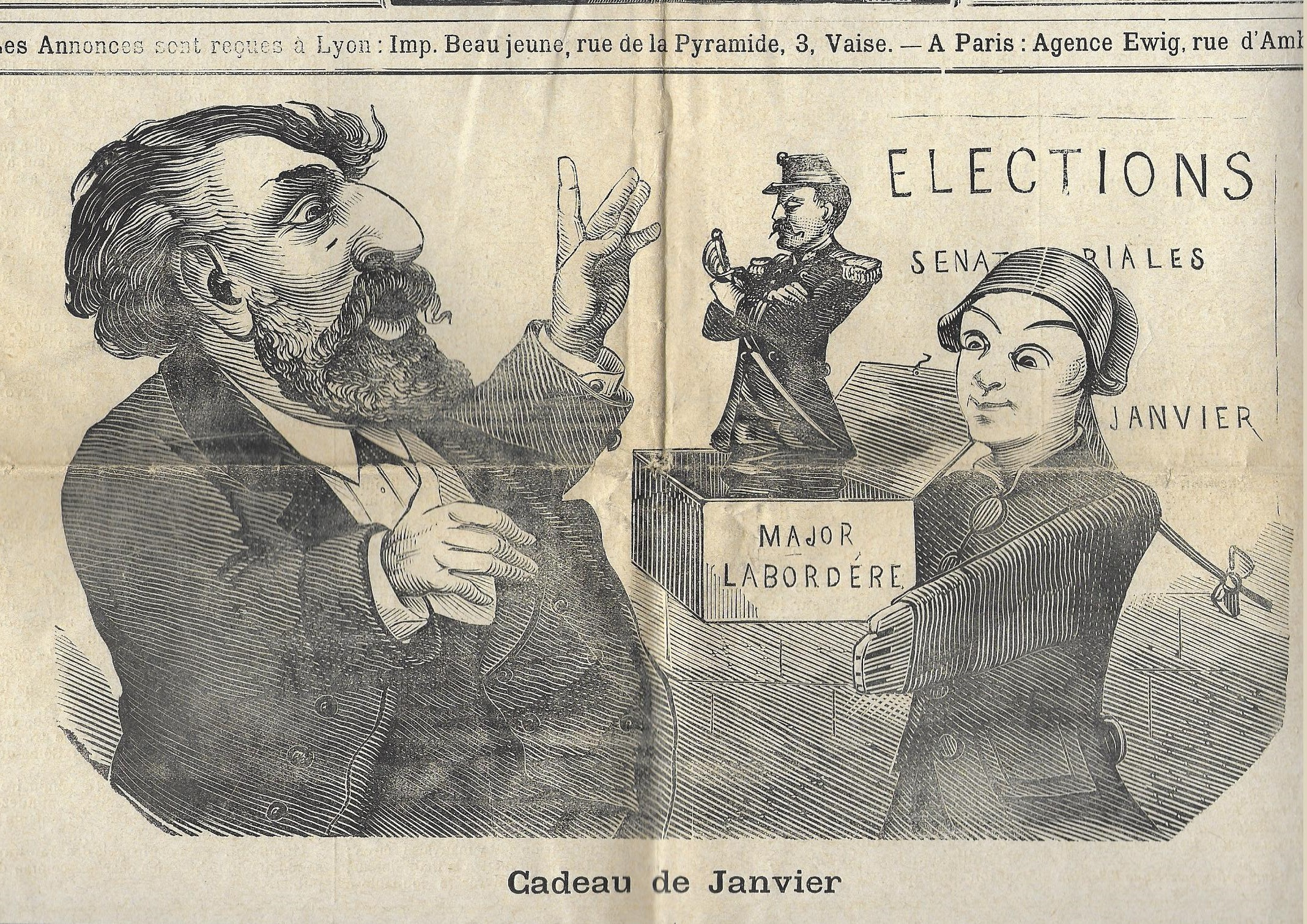
Illustration extraite de le Carillon de Saint-Georges avant l'élection sénatoriale de janvier 1882, décembre 1881, légende : «Cadeau de Janvier?»

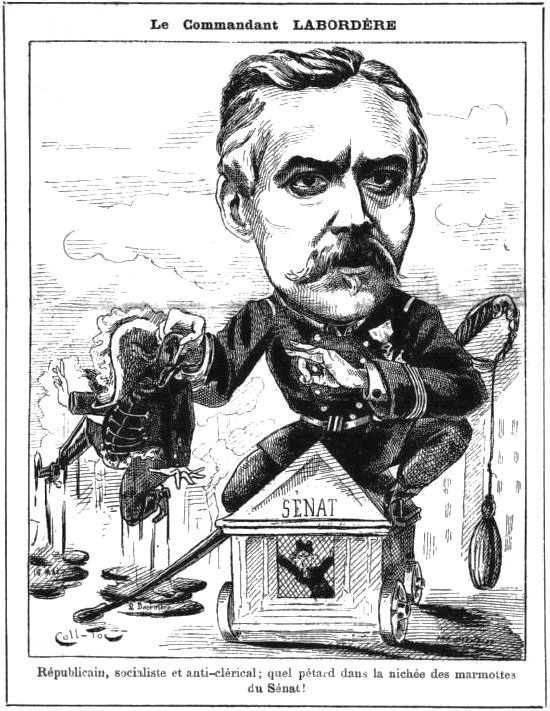
Caricature du commandant Labordère (1882). Illustration extraite de l'Anticlérical, no 236, 25 janvier 1882 après l'élection, légende : « le commandant Labordère, républicain, socialiste et anti-clérical: quel pétard dans la nichée des marmottes du Sénat ! »

Poussé par son ami Georges Clemenceau, inscrit comme lui à l'Union républicaine, il se présente aux élections sénatoriales de 1882. Patronné par Victor Hugo, il est élu sénateur de la Seine de 1882 à 1884. Il est cependant toujours officier du 41e RI, bénéficiant de permissions pour participer aux séances du Sénat ; ses chefs directs ne manquent pas de s'en plaindre dans les feuilles de punition. Il récolte aussi 8 jours de prison pour insolence avec son général en 1879, ayant moqué le concept de « baïonnette intelligente ». Il n'est pas promu au grade supérieur, et mis à la retraite comme chef de bataillon le 30 décembre 1884 à 49 ans.

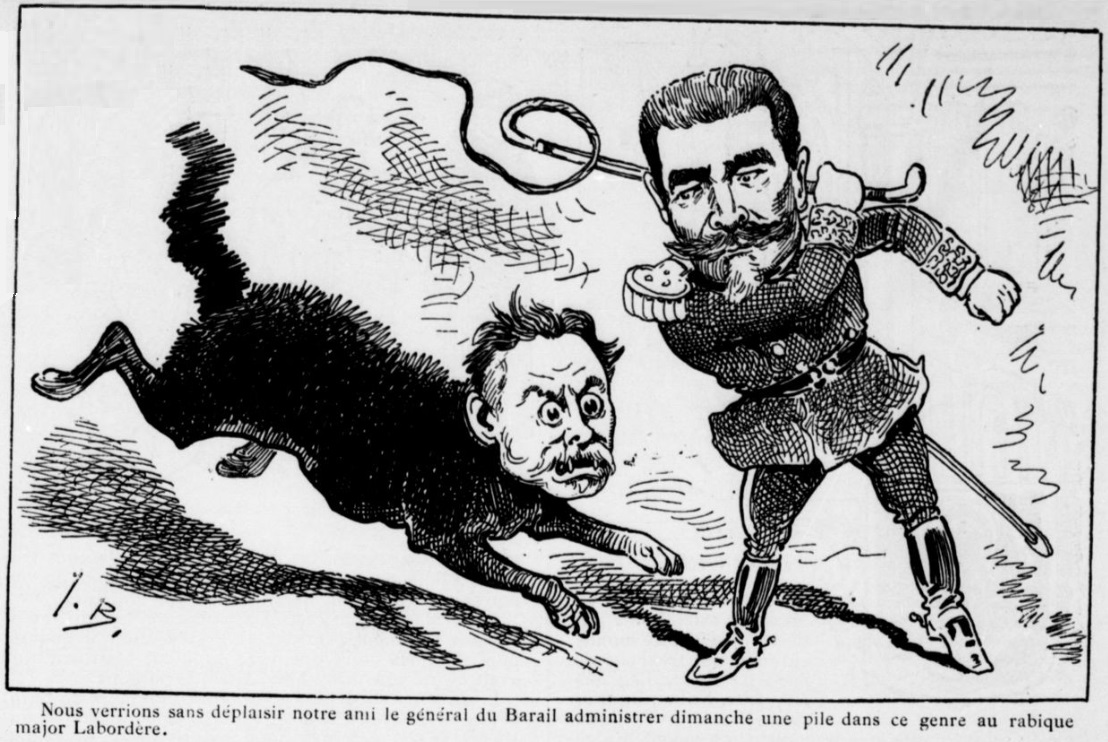
Illustration extraite de Le Triboulet en 1885, montrant le général du Barail - qui a perdu ses fonctions après 1877 - tentant de dompter Labordère.

Lassé temporairement de la vie politique, voyant repoussée sa proposition de loi légalisant la désobéissance militaire en cas d'ordres criminels, il démissionne du Sénat en 1884 et se retire à Montdidier. Malgré ses refus réitérés aux appels du groupe des républicains socialistes de la Seine, il se retrouve candidat aux élections législatives de décembre 1885 dans la Seine. Élu député, il siège à l'extrême gauche avec Clémenceau, Charles Floquet et François-Vincent Raspail entre autres. Il se prononce en novembre 1888 contre la politique personnelle du général Boulanger. Rapporteur de la loi militaire inspirée par Boulanger et débattue en 1889, il se démet de ces fonctions (14 janvier 1889), déçu que son projet de loi légalisant la désobéissance militaire ait été encore rejeté.

### Vie privée et familiale

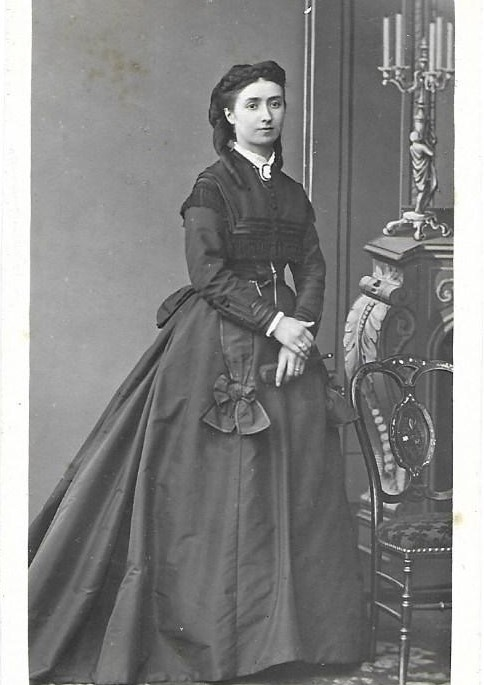
Victoire Labordère

Il est le frère cadet d'Alfred Labordère (1834-1902), préfet du Jura, révoqué le 16 mai 1877 puis réintégré à la suite de la crise du 16 mai. Il est aussi le frère de Gabriel Labordère (1839-1893), avocat à la cour de cassation.
Il se marie le 4 octobre 1872 à Victoire Adélaïde Marie Allibert (1846-1929) fille du Dr Casimir Pierre Allibert et de Adélaïde Thérèse Billoin, « ayant une dot de 100 000 plus 130 000 francs d'espérances ».
Sa femme et lui eurent pour enfants :
- le commandant Pierre Labordère, polytechnicien (promotion 1893), ingénieur en chef des Ponts et Chaussées, mort pour la France en avril 1917 (cimetière du Montparnasse),
- le général Jean Labordère, commandant le secteur fortifié de la Savoie[6] (cimetière militaire de Chamonix),
- Victor Labordère (avocat, cimetière du Montparnasse).

Il est enterré au cimetière du Montparnasse.

## Hommages
Des rues de Limoges et de Tours (proposition faite en 1907 par Georges Clémenceau qui était alors le président du conseil), portent son nom, attribué de son vivant.

## Sources
- « Jean-Marie-Arthur Labordère », dans Adolphe Robert et Gaston Cougny, Dictionnaire des parlementaires français, Edgar Bourloton, 1889-1891 [détail de l’édition]
- Jean Jolly (dir.), Dictionnaire des parlementaires français, notices biographiques sur les ministres, sénateurs et députés français de 1889 à 1940, Paris, PUF, 1960.
- Labordère, (Jean-Marie-Arthur), Proposition de loi, ayant pour objet de modifier l'article 218 du code de justice militaire (10 juin 1882) , Paris, Impr. de P. Mouillot, s.d., 36 p.
- Arnaud Henry-Labordère, Cours de Recherche Opérationnelle, Presses de l'École nationale des ponts et chaussées, 1995.
- Fresnette Pisani-Ferry, Le coup d'état manqué du 16 mai 1877, Préface d'Edgar Faure, éditions Robert Laffont, 1965.
- Archives du Ministère des armées, SHD Vincennes, dossier personnel A. Labordère.
- La Lanterne, série d'articles "Le coup d'état manqué" du 25/12/1877 au 9/1/1878, décrivant son déroulement sur 17 numéros, ainsi le nom de l'officier qui s'est opposé à la tentative de coup d'État.